# 第一次世界大戰中法國軍團列表
此文列出法國陸軍在第一次世界大戰中曾存在的軍團：
- 第一軍團
- 第二軍團
- 第三軍團
- 第四軍團
- 第五軍團
- 第六軍團
- 第七軍團
- 第八軍團
- 第九軍團
- 第十軍團
- 東方軍團